# ناراها
ناراها هي بلدية في اليابان، وبلدة في اليابان، تقع في فوكوشيما، بلغ عدد سكانها 976 نسمة وذلك حسب إحصائيات سنة 2018، تبلغ مساحتها 103.45 كيلومتر مربع، رمزها البريدي هو 〒979-0696.